# Наукові установи України (довідник)
Наукові установи України — довідник, підготовлений та виданий Українським інститутом науково-технічної і економічної інформації (УкрІНТЕІ) станом на 1 березня 2013. У довіднику описані 732 наукові установи України.

## Зміст (узагальнений)
Довідник містить інформацію щодо наукових установ України згідно з їхнім підпорядкуванням:
- Національна академія наук України,
- національні галузеві академії,
- міністерства України,
- міністерства Автономної Республіки Крим,
- служби, агентства, інспекції та центральні органи виконавчої влади зі спеціальним статусом.

## Обсяг інформації
Інформація про наукову установу містить:
- назву наукової установи
- код ЄДРПОУ
- адресу
- контакти: т/ф, е-mail,
- П. І.Б. керівника
- основні напрями досліджень

## Службова інформація
- УДК 001.32(477)(035)
- ББК 72.4(Укр)я2
- Н34